# Wiadomości Statystyczne
Wiadomości Statystyczne (czasopismo) – miesięcznik naukowy, wydawany przez Główny Urząd Statystyczny i Polskie Towarzystwo Statystyczne, który ukazuje się od września 1956 r. W czasopiśmie publikowane są artykuły z zakresu statystyki i nauk pokrewnych, prace poświęcone praktyce statystycznej, opisujące działalność organów statystyki publicznej, a także opracowania dotyczące PTS.
Od 2007 r. czasopismo parametryzowane. Zgodnie z komunikatem Ministra Edukacji i Nauki z dnia 9 lutego 2021 r. w sprawie wykazu czasopism naukowych i recenzowanych materiałów z konferencji międzynarodowych, za publikację w „Wiadomościach Statystycznych” autorzy otrzymują 40 punktów.
„Wiadomości Statystyczne” kontynuują tradycję czasopisma „Kwartalnik Statystyczny”, publikowanego w latach 20. i 30. ub. wieku.
Przed II wojną światową (X 1923–VIII 1939) oraz w latach powojennych (VIII 1945–XI 1951) GUS wydawał publikację również pod tytułem „Wiadomości Statystyczne”. Miała ona jednak odmienny charakter, przedstawiała informacje liczbowe o stanie i rozwoju społeczno-gospodarczym kraju, nie należy zatem utożsamiać jej z obecnie wydawanym czasopismem.
Kolegium Redakcyjne:
- Redaktor naczelny: dr Marek Cierpiał-Wolan

- Zastępca redaktora naczelnego: dr hab. Andrzej Młodak
- Członkowie Kolegium Redakcyjnego:
  - prof. dr Tudorel Andrei
  - mgr Renata Bielak
  - dr hab. Grażyna Dehnel
  - dr Jacek Kowalewski
  - dr Jan Kubacki
  - dr Grażyna Marciniak
  - dr hab. Mateusz Pipień
  - BEng, PhD Marek Rojíček
  - Assoc. Prof. PhD Anna Shostya
  - dr hab. Małgorzata Tarczyńska-Łuniewska
  - dr Wioletta Wrzaszcz
  - dr inż. Agnieszka Zgierska

- Sekretarz redakcji: Małgorzata Zygmont

Rada Naukowa:
- Przewodniczący: dr Dominik Rozkrut
- Członkowie Rady Naukowej
  - prof. Anthony Arundel
  - prof. PhD Eric Bartelsman
  - prof. dr hab. Czesław Domański
  - prof. dr hab. Elżbieta Gołata
  - prof. PhD. Semen Matkovskyi
  - prof. dr hab. Włodzimierz Okrasa
  - prof. dr hab. Józef Oleński
  - prof. dr hab. Tomasz Panek
  - prof. Juan Manuel Rodríguez Poo
  - prof. BEng. PhD Iveta Stankovičová
  - prof. dr hab. Marek Walesiak
  - prof. dr hab. Józef Zegar
- Sekretarz: Paulina Kucharska-Singh